# يمامة الفاكهة
يمام الفاكهة أو مُرَيَّش الأقدام (الاسم العلمي: Ptilinopus)، هو جنس من الطيور تنتمي إلى عائلة الحماميات. ويوجد في الغابات في جنوب آسيا وأوقيانيوسيا. وهو جنس كبير يضم قرابة 50 صنف، بعضها مهدد بالانقراض والآخر منقرض بالفعل. الاسم العلمي للجنس مركب من ptilon التي تعني "ريشة" وpous التي تعني "قدم".